# Дискография NLE Choppa
Дискография американского рэпера NLE Choppa состоит из двух студийных альбомов, одного мини-альбома, трёх микстейпов, 46 синглов и 24 музыкальных видеоклипов.
Дебютный мини-альбом и дебютный релиз NLE Choppa, Cottonwood, был выпущен 23 декабря 2019 года. Его дебютный студийный альбом Top Shotta был выпущен 7 августа 2020 года. Его дебютный микстейп From Dark to Light был выпущен 1 ноября 2020 года, в день его 18-летия. У него есть несколько синглов, которые вошли в Billboard Hot 100, например, «Shotta Flow» и «Walk Em Down», последний из них был написан при участии американского рэпера Родди Рича.

## Альбомы

### Студийные альбомы
| Название                                                                                 | Детали                                                                                  | Высшая позиция в чартах | Высшая позиция в чартах | Высшая позиция в чартах | Сертификации    |
| Название                                                                                 | Детали                                                                                  | US                      | US R&B/HH               | CAN                     | Сертификации    |
| ---------------------------------------------------------------------------------------- | --------------------------------------------------------------------------------------- | ----------------------- | ----------------------- | ----------------------- | --------------- |
| Top Shotta                                                                               | - Выпущен: 7 августа 2020 - Лейбл: Warner - Форматы: Цифровое скачивание, стриминг и CD | 10                      | 6                       | 14                      | - RIAA: золотой |
| Cottonwood 2                                                                             | - Выпущен: 14 апреля 2023 - Лейбл: Warner - Форматы: Цифровое скачивание и стриминг     | —                       | —                       | —                       | —               |
| «—» обозначает запись, которая не попала в чарт или не была выпущена на этой территории. |                                                                                         |                         |                         |                         |                 |

### Микстейпы
| Название                                                                                 | Детали | Высшая позиция в чартах | Высшая позиция в чартах | Высшая позиция в чартах |
| Название                                                                                 | Детали | US                      | US R&B/HH               | CAN                     |
| ---------------------------------------------------------------------------------------- | --- | ----------------------- | ----------------------- | ----------------------- |
| No Love: The Takeover (как YNR Choppa)                                                   | - Выпущен: 22 июля 2018 - Лейбл: Самиздат (дистрибуция через DistroKid) - Форматы: Цифровое скачивание и стриминг | —                       | —                       | —                       |
| From Dark to Light                                                                       | - Выпущен: 1 ноября 2020 - Лейбл: Warner - Форматы: Цифровое скачивание и стриминг                                | 115                     | —                       | —                       |
| Me vs. Me                                                                                | - Выпущен: 28 января 2022 - Лейбл: Warner - Форматы: Цифровое скачивание и стриминг                               | 14                      | 8                       | 32                      |
| «—» обозначает запись, которая не попала в чарт или не была выпущена на этой территории. | |                         |                         |                         |

### Мини-альбомы
| Название   | Детали                                                                                      | Высшая позиция в чартах | Высшая позиция в чартах | Высшая позиция в чартах | Сертификации    |
| Название   | Детали                                                                                      | US                      | US R&B/HH               | CAN                     | Сертификации    |
| ---------- | ------------------------------------------------------------------------------------------- | ----------------------- | ----------------------- | ----------------------- | --------------- |
| Cottonwood | - Выпущен: 23 декабря 2019 - Лейбл: UnitedMasters - Форматы: Цифровое скачивание и стриминг | 57                      | 20                      | 64                      | - RIAA: золотой |

## Синглы

### В качестве ведущего исполнителя
| Название                                                                                 | Год  | Высшая позиция в чартах | Высшая позиция в чартах | Высшая позиция в чартах | Высшая позиция в чартах | Высшая позиция в чартах | Высшая позиция в чартах | Высшая позиция в чартах | Высшая позиция в чартах | Сертификации                                                           | Альбом                 |
| Название                                                                                 | Год  | US                      | US R&B/HH               | US Rap                  | CAN                     | IRE                     | NZ Hot                  | UK                      | WW                      | Сертификации                                                           | Альбом                 |
| ---------------------------------------------------------------------------------------- | ---- | ----------------------- | ----------------------- | ----------------------- | ----------------------- | ----------------------- | ----------------------- | ----------------------- | ----------------------- | ---------------------------------------------------------------------- | ---------------------- |
| «Shotta Flow» (соло или ремикс при участии Blueface)                                     | 2019 | 36                      | 14                      | 12                      | 42                      | 75                      | 40                      | —                       | —                       | - RIAA: 3× платиновый - RIAA: 2× платиновый (Ремикс) - BPI: серебряный | Cottonwood             |
| «Nolove Anthem»                                                                          | 2019 | —                       | —                       | —                       | —                       | —                       | —                       | —                       | —                       |                                                                        | No Love: The Takeover  |
| «Shotta Flow 2»                                                                          | 2019 | —                       | —                       | —                       | —                       | —                       | —                       | —                       | —                       | - RIAA: платиновый                                                     | Внеальбомные синглы    |
| «Capo»                                                                                   | 2019 | —                       | —                       | —                       | —                       | —                       | —                       | —                       | —                       | - RIAA: платиновый                                                     | Внеальбомные синглы    |
| «Birdboy»                                                                                | 2019 | —                       | —                       | —                       | —                       | —                       | —                       | —                       | —                       |                                                                        | Внеальбомные синглы    |
| «Blocc Is Hot»                                                                           | 2019 | —                       | —                       | —                       | —                       | —                       | —                       | —                       | —                       |                                                                        | Внеальбомные синглы    |
| «ChopBloc» (совмсетно с BlocBoy JB)                                                      | 2019 | —                       | —                       | —                       | —                       | —                       | —                       | —                       | —                       |                                                                        | Внеальбомные синглы    |
| «Stick by My Side» (совместно с Clever)                                                  | 2019 | —                       | —                       | —                       | —                       | —                       | —                       | —                       | —                       |                                                                        | Внеальбомные синглы    |
| «Free Youngboy»                                                                          | 2019 | —                       | —                       | —                       | —                       | —                       | —                       | —                       | —                       |                                                                        | Внеальбомные синглы    |
| «Shotta Flow 3»                                                                          | 2019 | —                       | —                       | —                       | —                       | —                       | —                       | —                       | —                       | - RIAA: платиновый                                                     | Top Shotta             |
| «Camelot»                                                                                | 2019 | 37                      | 17                      | 14                      | 35                      | 78                      | 10                      | —                       | —                       | - RIAA: 2× платиновый                                                  | Top Shotta             |
| «ChopBloc 2» (with BlocBoy JB)                                                           | 2019 | —                       | —                       | —                       | —                       | —                       | —                       | —                       | —                       |                                                                        | Внеальбомные синглы    |
| «Forever»                                                                                | 2019 | —                       | —                       | —                       | —                       | —                       | —                       | —                       | —                       |                                                                        | Внеальбомные синглы    |
| «Dekario»                                                                                | 2019 | —                       | —                       | —                       | —                       | —                       | —                       | —                       | —                       |                                                                        | Внеальбомные синглы    |
| «Famous Hoes»                                                                            | 2019 | 83                      | 36                      | —                       | 95                      | —                       | —                       | —                       | —                       | - RIAA: платиновый                                                     | Внеальбомные синглы    |
| «Side»                                                                                   | 2019 | —                       | —                       | —                       | —                       | —                       | —                       | —                       | —                       |                                                                        | Cottonwood             |
| «Exotic»                                                                                 | 2020 | —                       | —                       | —                       | —                       | —                       | —                       | —                       | —                       |                                                                        | Внеальбомный сингл     |
| «Go Stupid» (совместно с Polo G, Stunna 4 Vegas и Mike Will Made It)                     | 2020 | 60                      | 29                      | 20                      | 28                      | 97                      | 17                      | —                       | —                       | - RIAA: 2× платиновый                                                  | The Goat               |
| «100 Shots»                                                                              | 2020 | —                       | —                       | —                       | —                       | —                       | —                       | —                       | —                       |                                                                        | Внеальбомный сингл     |
| «Walk Em Down» (при участии Родди Рича)                                                  | 2020 | 38                      | 16                      | 14                      | 49                      | 65                      | 9                       | 85                      | —                       | - RIAA: 3× платиновый                                                  | Top Shotta             |
| «Shotta Flow 5»                                                                          | 2020 | 54                      | 23                      | 20                      | 51                      | —                       | 15                      | —                       | —                       |                                                                        | Top Shotta             |
| «Ruff Ryders»                                                                            | 2020 | —                       | —                       | —                       | —                       | —                       | —                       | —                       | —                       |                                                                        | Road To Fast 9 Mixtape |
| «Narrow Road» (при участии Lil Baby)                                                     | 2020 | —                       | 46                      | —                       | —                       | —                       | 19                      | —                       | —                       | - RIAA: золотой                                                        | Top Shotta             |
| «Make Em Say» (при участии Latto)                                                        | 2020 | —                       | —                       | —                       | —                       | —                       | —                       | —                       | —                       |                                                                        | Top Shotta             |
| «Bryson»                                                                                 | 2020 | —                       | —                       | —                       | —                       | —                       | —                       | —                       | —                       |                                                                        | From Dark to Light     |
| «Jiggin»                                                                                 | 2020 | —                       | —                       | —                       | —                       | —                       | —                       | —                       | —                       |                                                                        | Внеальбомные синглы    |
| «Protect»                                                                                | 2020 | —                       | —                       | —                       | —                       | —                       | —                       | —                       | —                       |                                                                        | Внеальбомные синглы    |
| «Final Warning»                                                                          | 2021 | 90                      | 40                      | —                       | 95                      | —                       | —                       | —                       | —                       | - RIAA: золотой                                                        | Me vs. Me              |
| «Letter to My Daughter»                                                                  | 2021 | —                       | —                       | —                       | —                       | —                       | —                       | —                       | —                       |                                                                        | Внеальбомный сингл     |
| «Mmm Hmm»                                                                                | 2021 | —                       | —                       | —                       | —                       | —                       | —                       | —                       | —                       |                                                                        | Me vs. Me              |
| «Jumpin» (при участии Polo G)                                                            | 2021 | 89                      | 40                      | 15                      | 74                      | —                       | 25                      | —                       | 195                     |                                                                        | Me vs. Me              |
| «I.Y.B»                                                                                  | 2021 | —                       | —                       | —                       | —                       | —                       | —                       | —                       | —                       |                                                                        | Me vs. Me              |
| «Drop Shit»                                                                              | 2021 | —                       | —                       | —                       | —                       | —                       | —                       | —                       | —                       |                                                                        | Me vs. Me              |
| «Too Hot» (при участии Moneybagg Yo)                                                     | 2022 | —                       | —                       | —                       | —                       | —                       | —                       | —                       | —                       |                                                                        | Me vs. Me              |
| «The Gender Reveal Song»                                                                 | 2022 | —                       | —                       | —                       | —                       | —                       | —                       | —                       | —                       |                                                                        | TBA                    |
| «Yak Flow»                                                                               | 2022 | —                       | —                       | —                       | —                       | —                       | —                       | —                       | —                       |                                                                        | TBA                    |
| «Slut Me Out»                                                                            | 2022 | —                       | —                       | —                       | —                       | —                       | —                       | —                       | —                       |                                                                        | TBA                    |
| «Set Up Story Part 1»                                                                    | 2022 | —                       | —                       | —                       | —                       | —                       | —                       | —                       | —                       |                                                                        | TBA                    |
| «Apart From You»                                                                         | 2022 | —                       | —                       | —                       | —                       | —                       | —                       | —                       | —                       |                                                                        | TBA                    |
| «In the UK»                                                                              | 2022 | —                       | —                       | —                       | —                       | —                       | —                       | —                       | —                       |                                                                        | TBA                    |
| «Little Miss»                                                                            | 2022 | —                       | —                       | —                       | —                       | —                       | —                       | —                       | —                       |                                                                        | TBA                    |
| «Do It Again» (при участии 2Rare)                                                        | 2022 | —                       | —                       | —                       | —                       | —                       | —                       | —                       | —                       |                                                                        | TBA                    |
| «—» обозначает запись, которая не попала в чарт или не была выпущена на этой территории. |      |                         |                         |                         |                         |                         |                         |                         |                         |                                                                        | TBA                    |

### В качестве приглашенного исполнителя
| Название                                                                                 | Год  | Высшая позиция в чартах | Высшая позиция в чартах | Высшая позиция в чартах | Альбом              |
| Название                                                                                 | Год  | US R&B/HH Main.         | US Rhy.                 | NZ Hot                  | Альбом              |
| ---------------------------------------------------------------------------------------- | ---- | ----------------------- | ----------------------- | ----------------------- | ------------------- |
| «Hit the Scene» (White $osa при участии NLE Choppa)                                      | 2019 | —                       | —                       | —                       | Внеальбомные синглы |
| «Beef» (9lokkNine при участии Murda Beatz и NLE Choppa)                                  | 2019 | —                       | —                       | —                       | Внеальбомные синглы |
| «Get Like Me» (Bhad Bhabie при участии NLE Choppa)                                       | 2019 | —                       | —                       | —                       | Внеальбомные синглы |
| «Zombie» (Kodak Black при участии NLE Choppa и DB Omerta)                                | 2019 | —                       | —                       | —                       | Внеальбомные синглы |
| «Hit Yo Dance» (Rubi Rose при участии NLE Choppa и Yella Beezy)                          | 2019 | 23                      | 29                      | —                       | Внеальбомные синглы |
| «Holy Moly» (Blueface при участии NLE Choppa)                                            | 2020 | —                       | —                       | 32                      | Find the Beat       |
| «Grim Reapa Flow» (30 Deep Grimeyy при участии NLE Choppa)                               | 2020 | —                       | —                       | —                       | Внеальбомный сингл  |
| «6locc 6a6y (Remix)» (Lil Loaded при участии NLE Choppa)                                 | 2020 | —                       | —                       | —                       | A Demon in 6lue     |
| «Part of the Game» (50 Cent при участии NLE Choppa и Rileyy Lanez)                       | 2020 | —                       | —                       | 10                      | Внеальбомный сингл  |
| «Citi Trends» (YNW BSlime при участии NLE Choppa)                                        | 2021 | —                       | —                       | —                       | TBA                 |
| «—» обозначает запись, которая не попала в чарт или не была выпущена на этой территории. |      |                         |                         |                         |                     |

## Другие песни, попавшие в чарты
| Название                                                                                 | Год  | Высшая позиция в чартах | Высшая позиция в чартах | Высшая позиция в чартах | Альбом             |
| Название                                                                                 | Год  | US                      | US R&B/HH               | NZ Hot                  | Альбом             |
| ---------------------------------------------------------------------------------------- | ---- | ----------------------- | ----------------------- | ----------------------- | ------------------ |
| «Matrix»                                                                                 | 2019 | —                       | —                       | 35                      | Cottonwood         |
| «Picture Me Grapin'»                                                                     | 2020 | —                       | —                       | 36                      | From Dark to Light |
| «Unapologetic» (Polo G при участии NLE Choppa)                                           | 2021 | —                       | 38                      | 33                      | Hall of Fame 2.0   |
| «Shotta Flow 6»                                                                          | 2022 | 86                      | 30                      | —                       | Me vs. Me          |
| «Push It» (при участии Янг Тага)                                                         | 2022 | —                       | 40                      | 40                      | Me vs. Me          |
| «—» обозначает запись, которая не попала в чарт или не была выпущена на этой территории. |      |                         |                         |                         |                    |

## Гостевые участия
| Название        | Год  | Другие исполнители              | Альбом               |
| --------------- | ---- | ------------------------------- | -------------------- |
| «Dreams»        | 2019 | Birdman и Juvenile              | Just Another Gangsta |
| «Double»        | 2019 | Smokepurpp                      | Lost Planet          |
| «Dance»         | 2019 | HoodRich Pablo Juan и Key Glock | BLO: The Movie       |
| «100 or Better» | 2019 | Stunna 4 Vegas                  | Big 4x               |
| «Time to Shine» | 2019 | Young E.Z.                      | Time to Shine        |
| «Hittas»        | 2019 | Yella Beezy                     | Baccend Beezy        |
| «Poles»         | 2019 | Quin NFN                        | 4Nun                 |
| «John Gotti»    | 2019 | B. Lou                          | Bow                  |
| «Unapologetic»  | 2021 | Polo G                          | Hall of Fame 2.0     |

### Комментарии
1. ↑  «Shotta Flow 2» не попала в чарт Hot R&B/Hip-Hop Songs, но заняла девятое место в чарте Bubbling Under R&B/Hip-Hop Singles.[22]
2. ↑  «Capo» не попала в чарт Hot R&B/Hip-Hop Songs, но заняла 10 место в чарте Bubbling Under R&B/Hip-Hop Singles.[22]
3. ↑  «Shotta Flow 3» не попала в Billboard Hot 100, но заняла 19 место в чарте Bubbling Under Hot 100.[29]
4. ↑  «Shotta Flow 3» не попала в чарт Hot R&B/Hip-Hop Songs, но заняла пятое место в Bubbling Under R&B/Hip-Hop Singles chart.[22]
5. ↑  «Forever» не попала в Billboard Hot 100, но заняла 18 место в Bubbling Under Hot 100 chart.[29]
6. ↑  «Forever» не попала в чарт Hot R&B/Hip-Hop Songs, но заняла шестое место в чарте Bubbling Under R&B/Hip-Hop Singles.[22]
7. ↑  «Narrow Road» не попала в Billboard Hot 100, но заняла четвёртое место в чарте Bubbling Under Hot 100.[29]
8. ↑  «Mmm Hmm» не попала в Billboard Hot 100, но заняла 22 место в чарте Bubbling Under Hot 100.[29]
9. ↑  «Too Hot» не попала в Billboard Hot 100, но заняла 14 место в чарте Bubbling Under Hot 100.[29]
10. ↑  «Unapologetic» не попала в Billboard Hot 100, но заняла третье место в чате Bubbling Under Hot 100.[29]
11. ↑  «Push It» не попала в Billboard Hot 100, но заняла четвёртое место в чарте Bubbling Under Hot 100.[29]